# Židovský hřbitov v Praze-Žižkově
Židovský hřbitov v Praze-Žižkově, zvaný též Starý židovský hřbitov na Olšanech, se nachází v Mahlerových sadech (Fibichova ulice) na Žižkově vedle (resp. pod) Žižkovské televizní věže, kde zaujímá plochu 7515 m².
Od roku 1787, kdy přestal být používán Starý židovský hřbitov v Praze-Josefově, do konce 19. století (1890) sloužil pražské židovské obci k pohřbívání svých zesnulých. Současná plocha hřbitova je pouhých cca 10%, poněvadž byl hřbitov i přes protesty tehdejší ŽNO, památkářů, i části veřejnosti ke konci 80. let takřka celý zdevastován, rozřezanými náhrobky byla vydlážděna pěší zóna Příkopy, 
r. 1989 byla na jeho severovýchodním okraji postavena budova Žižkovského vysílače. Hřbitov je od roku 1958 je chráněn jako kulturní památka.

## Historie

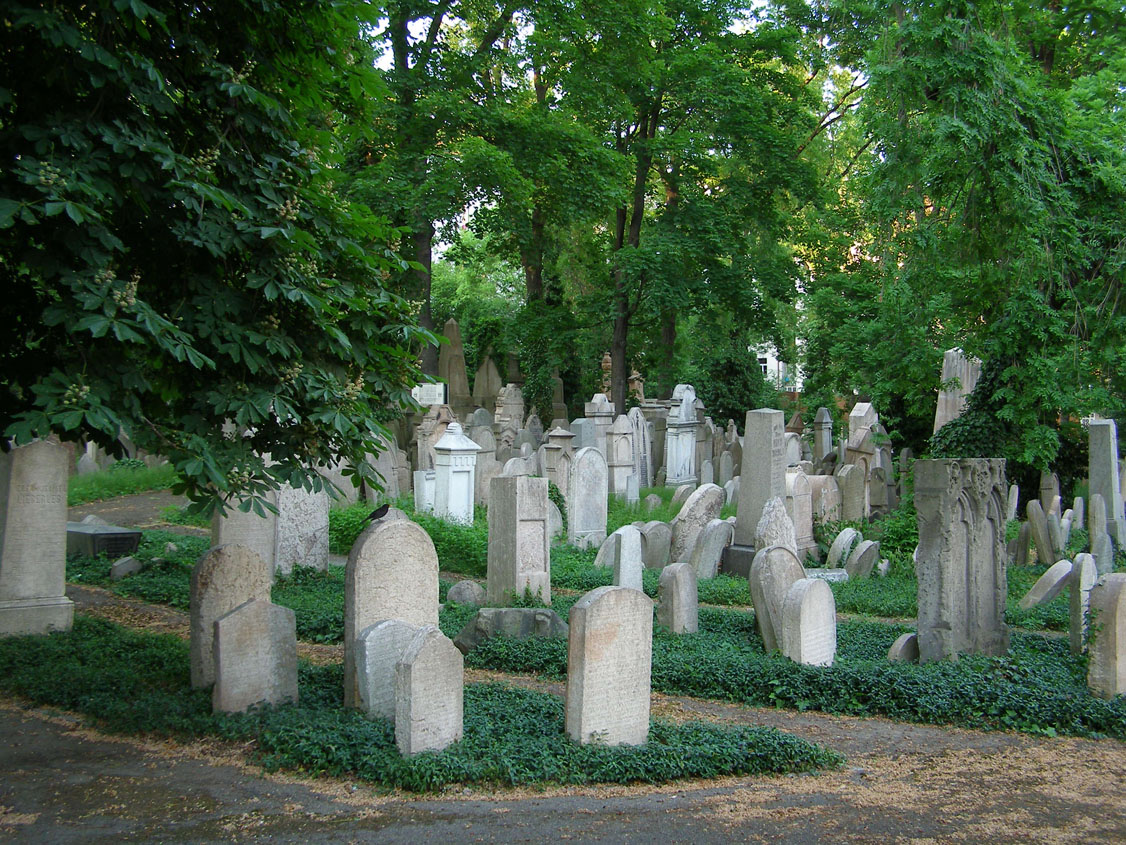
Náhrobky žižkovského hřbitova

Hřbitov byl založen v roce 1680 během velké morové epidemie jako morové pohřebiště pražské židovské obce. Během 10 měsíců trvající epidemie zde bylo pohřbeno asi 3000 mrtvých z pražského ghetta. Další pohřby se zde konaly v době morové epidemie v letech 1713–1714, během válečných událostí v letech 1742–1743 a při vypovězení Židů z Prahy v letech 1747–1750.
Když císař Josef II. v roce 1787 zakázal „z hygienických důvodů pohřbívání na starých hřbitovech uvnitř městských center“, stalo se zdejší pohřebiště ústředním pražským židovským hřbitovem. Vzhledem k této skutečnosti bylo třeba zdejší areál rozšířit. K prvnímu rozšíření došlo již v roce 1787, k dalšímu roku 1855. Během své aktivní existence se tak hřbitov z původních 427 m2 rozrostl téměř na pětinásobek, čímž dvojnásobně překonal rozlohu starého josefovského hřbitova. V roce 1884, kdy zde žižkovská obec zakázala další pohřbívání, jeho rozloha činila něco mezi 21 601 až 28 000 m2.
Z technických důvodů bylo však pohřbívání na hřbitově ukončeno až koncem června 1890, kdy došlo ke zprovoznění Nového židovského hřbitova na Olšanech. Celkem zde bylo pohřbeno 37 800 osob.
V roce 1960 byla zbořena velká část obvodové zdi hřbitova, náhrobky povaleny a zavezeny zeminou a asi tři čtvrtiny hřbitova přeměněny na veřejný park – Mahlerovy sady. Zachována zůstala jen nejstarší část hřbitova s nejcennějšími náhrobky. K nenávratné devastaci části pohřebiště došlo během let 1985 až 1986, kdy zde probíhalo hloubení základů pro stavbu Žižkovského vysílače. Během stavby byly hroby i náhrobky ve velkém ničeny a odváženy na skládku, v rozporu s předchozí dohodou mezi pražskou židovskou obcí a památkáři o výběru a dokumentaci náhrobků. Část ostatků byla přemístěna na Nový židovský hřbitov na Olšanech.
Po roce 1999 prošel zdejší areál rekonstrukcí a hřbitov byl koncem roku 2001 zpřístupněn veřejnosti. Od podzimu 2020 do podzimu 2022 byl hřbitov více než dva roky opět veřejnosti uzavřen. Po znovuotevření veřejnosti na podzim 2022 se otevírací doba razantně zkrátila pouze na tři dny v týdnu. V roce 2024 byla otevírací doba upravena na pro návštěvníky vhodnější čas, a to: neděle až čtvrtek 9 až 16 hod. a pátek 9 až 14 hod.
V roce 2022 byl na hřbitově slavnostně odhalen památník Návrat kamenů. Vznikl z rozřezaných židovských náhrobků, následně přeměněných v dlažební kostky Václavského náměstí a přilehlých ulic.

## Náhrobky
Na hřbitově, který dnes spravuje pražská židovská obec, se nachází řada nádherných náhrobních kamenů z 18. a 1. poloviny 19. století.
Je zde pohřbena řada významných rabínů, učenců, a dalších osobností, především lékařů a podnikatelů:
- Jechezkel Landau
- Eleazar Fleckeles
- Jonas Jeiteles
- Baruch Jeiteles
- David Podiebrad
- Joachim von Popper
- Moises Jerusalem
- Šlomo Jehuda Rappaport
- Samuel Honig
- Friedrich Wiener [10]
- Leopold Jerusalem von Salemfels [10]
- Friedrich Kubinzky von Hohenkubin [10]